# Distrikt Keserwan

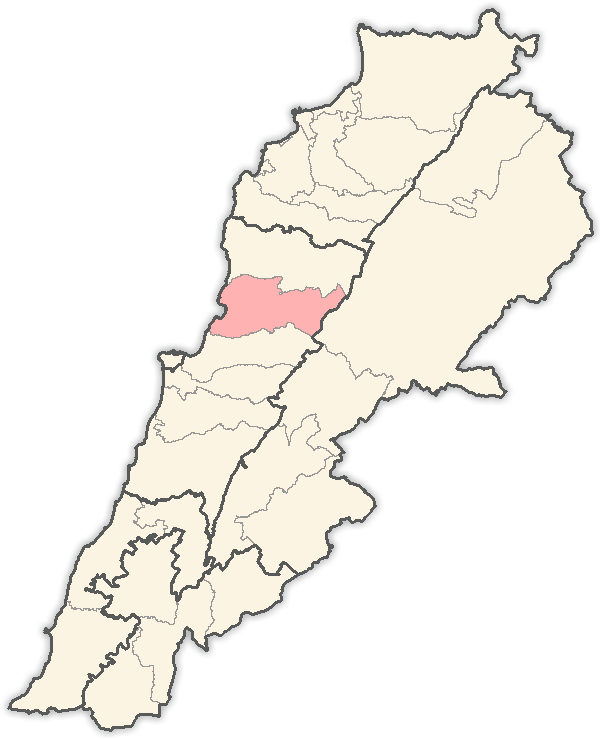

Der Distrikt Keserwan (arabisch قضاء كسروان, DMG Qaḍāʾ Kisrawān; französisch District de Kesrouan) ist ein Verwaltungsdistrikt (Qaḍāʾ) im Gouvernement Keserwan-Jbeil im Libanon.

## Geographie
Der Distrikt liegt im Zentrum des Landes, wird im Süden vom Nahr el-Kelb, im Norden vom Nahr Ibrahim, im Westen vom Levantischen Meer und im Osten vom Libanon-Gebirge begrenzt, der den Distrikt auch vom Gouvernement Bekaa abgrenzt. Hauptort des Distrikts ist Jounieh, 17 km nördlich von Beirut.
Die Distrikte Jbeil und Keserwan wurden laut Beschluss des libanesischen Parlaments vom August 2017 per 7. September 2017 zu dem eigenständigen Gouvernement Keserwan-Jbeil mit Sitz in Jounieh gegründet.

## Namen
Der Name „Keserwan“ geht zurück auf das arabische كسرة / kisra mit der Bedeutung „kleines Stück, Krümel“, oder auf kassara (arabisch كسر) mit der Bedeutung „schneiden“. Eine andere Etymologie führt den Namen zurück auf den persischen König Kesra (Anoucharouan, ?).

## Konfessionelle Verteilung
Quelle: Elnashra - Lebanon News
| Konfession                      | Anteil |
| Christen                        | 99 %   |
| ------------------------------- | ------ |
| Maroniten                       | 93     |
| Griechisch-Orthodoxe            | 1      |
| Melkiten                        | 2      |
| Andere christliche Konfessionen | 3      |
| Muslime insgesamt               | 1 %    |
| Schiiten                        | 1      |

## Städte und Gemeinden

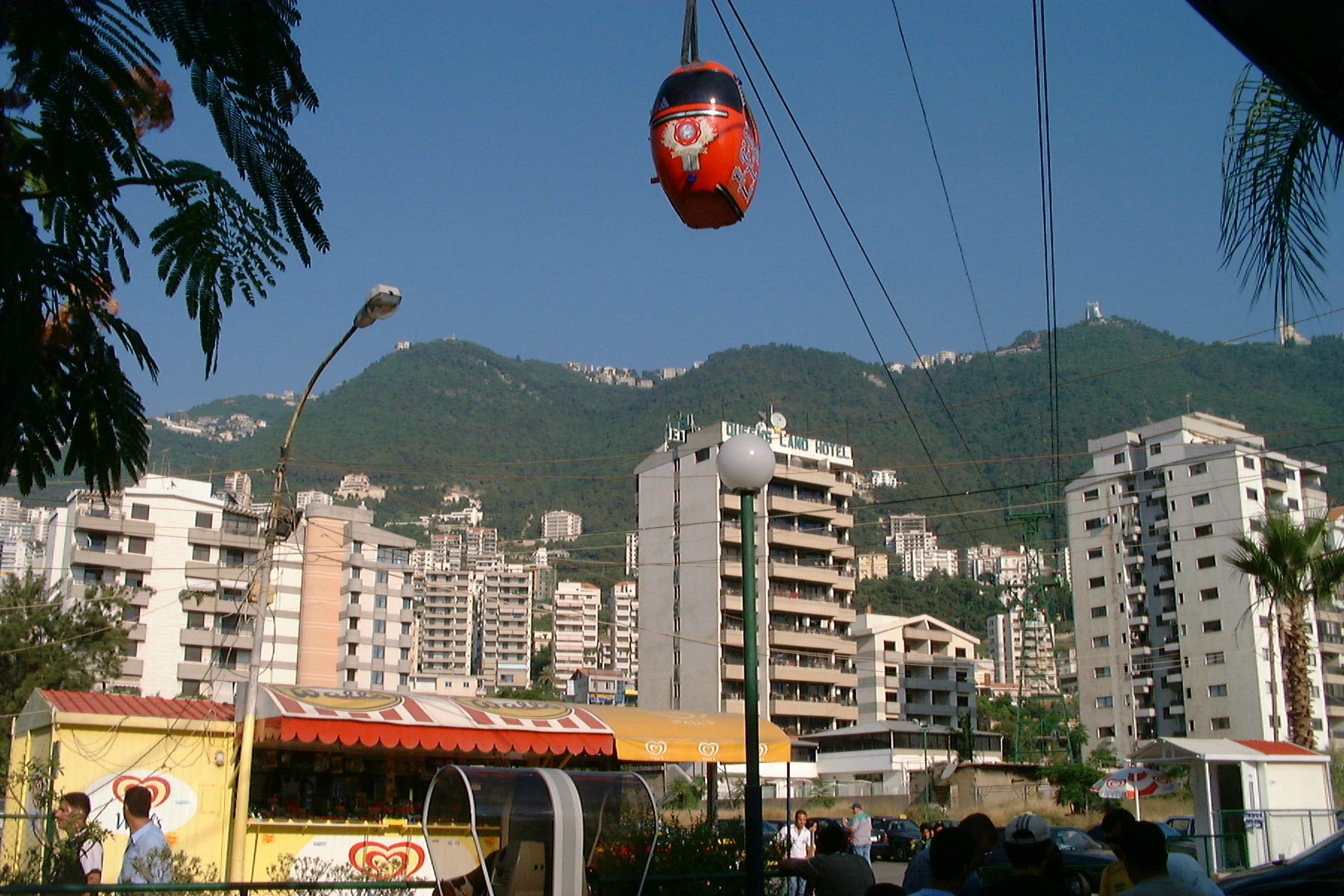
Die Seilbahn zwischen Jounieh und Harissa

| - Achkout - Adma - Ain El Rihaneh - Antoura - Ajaltoun - Aramoun - Aazra - Bkerké - Ballouneh - Batha - Bzommar - Chnanir - Daraya - Deraaoun - Dlebta - Faitroun - Faraya - Ghazir - Ghebaleh - Ghineh - Ghosta | - Harissa - Hrajel - Jeita - Jounieh - Jouret Bedran - Jouret el Termos - Jwar El Hous - Kaslik - Kfardebian - Kfour - Kleiat - Mayrouba - Rayfoun - Safra - Sehaileh - Tabarja - Yahchouch - Zouk Mikael - Zouk Mosbeh |

## Sehenswürdigkeiten
- Kasino des Libanon (Casino du Liban, كازينو لبنان), das größte Casino im vorderen Orient in Jounieh.
- Höhle von Jeita (مغارة جعيتا)
- Skigebiet Kfardebian (مزار كفردبيان)
- Notre Dame du Liban-Harissa (Sayydat Lubnan-Harissa), ein wichtiger katholischer Wallfahrtsort.
- Museum des libanesischen Kulturerbes (Musée du patrimoine libanais, متحف التراث اللبناني)
- Seilbahn von Jounieh: Die Gondelbahn zwischen Jounieh und Harissa bietet einen großartigen Blick auf die Bucht von Jounieh.